# Tango de salón
El tango de salón es un baile de salón que se alejó de sus raíces argentinas originales al permitir influencias europeas, estadounidenses, de Hollywood y competitivas en el estilo y la ejecución de la danza.
El tango de salón actual se divide en dos disciplinas: estilo estadounidense e internacional. Ambos estilos se pueden encontrar en bailes sociales y competitivos, pero la versión internacional es aceptada más globalmente como un estilo competitivo. Ambos estilos comparten una posición de danza cerrada, pero el estilo estadounidense permite a sus practicantes separarse de la posición cerrada para ejecutar movimientos abiertos, como underarm turns, alternate hand holds, dancing apart y side-by-side choreography.

## Historia

### Tango de estilo americano

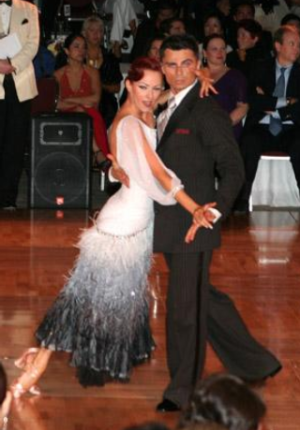
Tango americano

El camino evolutivo del tango de estilo americano se deriva de Argentina a los Estados Unidos, cuando fue popularizado por la estrella del cine mudo Rodolfo Valentino en 1921, quien demostró una forma muy estilizada de tango argentino en Los cuatro jinetes del Apocalipsis. Como resultado, los pasos de estilo de Hollywood mezclados con otros pasos de la danza social de los tiempos comenzaron esta rama lejos del estilo argentino. Mientras tanto, el tango también estaba incursionando en Europa.
Siguiendo la normalización inglesa de su versión de Tango, Arthur Murray, un instructor de baile de salón en los Estados Unidos, intentó por su propia mano normalizar los bailes de salón para la instrucción en su cadena de escuelas de baile social. Los ingleses llamaron estilo social más informal al estilo americano.

### Tango de estilo internacional

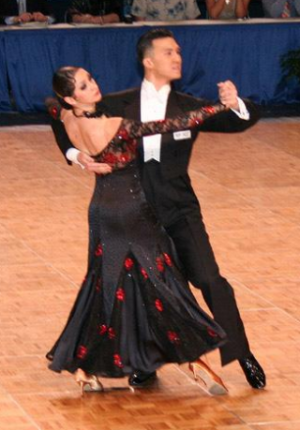
Tango internacional

En 1912, el tango fue presentado al público británico, exhibido en la exitosa comedia musical The Sunshine Girl. Al mismo tiempo, el baile se hizo popular en otras partes de Europa, particularmente en París. Los europeos comenzaron a inyectar su propia cultura, estilo y técnica en la danza.
En un esfuerzo por enseñar una versión normalizada del tango, los ingleses terminaron por codificar su propia versión de tango para la instrucción en escuelas de baile y para el rendimiento en competiciones en 1922. El estilo resultante se denominó estilo inglés, pero finalmente adquirió el nombre de estilo internacional, ya que se convirtió en la versión de salón de baile competitiva que se practica en todo el mundo.
Finalmente, se organizaron campeonatos de tango de estilo internacional en toda Europa con numerosos países participantes. Los jueces pudieron juzgar gracias a un plan de estudios normalizado y un libro de técnicas, creando así un método más objetivo de elegir a los campeones, a pesar de que la interpretación artística sigue siendo un elemento importante de la competencia.
Inicialmente, los ingleses dominaron el tango de estilo internacional, pero finalmente, los técnicos de otros orígenes, sobre todo los italianos, se han salido del estándar inglés y han creado un estilo dinámico que continúa elevando el nivel competitivo.